# David Yow
David Yow, né le 2 août 1960 à Las Vegas, est un musicien de rock américain.

## Biographie
Cofondateur du groupe texan Scratch Acid en 1982, David Yow commence par jouer de la basse puis prend en charge le chant lorsque le groupe s'installe à Chicago. Après sa dissolution, il forme The Jesus Lizard avec l'ancien bassiste de Scratch Acid, David Wm. Sims.
Ce « chanteur hurleur et possédé » s'est bâti une notoriété par son attitude outrageuse sur scène, fréquemment ivre et n'hésitant pas à s'exhiber ou à s'uriner dessus sur scène.
Yow a, depuis la dissolution de The Jesus Lizard, fait des apparitions en concerts avec nombre d'autres groupes parmi lesquels on peut citer notamment Cop Shoot Cop, Shellac, Melvins ou Tool, et a participé à plusieurs albums et enregistrements avec Helmet, Melvins ou Model/Actress
Fin 2006, il a officiellement rejoint le duo de Los Angeles Qui, après plusieurs concerts en tant qu'invité.
Début 2010, il accompagne le groupe suisse Ventura en tournée franco-suisse, la mini-tournée a lieu du 16 au 23 janvier et s'arrête à Paris, Lyon, Montbéliard, Genève, Lausanne, Freiburg et Zürich. Cette expérience se termine par un vinyle 7" limité à 500 exemplaires et qui contient deux morceaux, It's Raining on One of my Islands et Le Petit Chaperon Beige. Ce disque est la première sortie de Lausanne Records.

## Filmographie partielle
- 2015 : Southbound
- 2017 : I Don't Feel at Home in This World Anymore de Macon Blair
- 2018 : Under the Silver Lake de David Robert Mitchell
- 2019 : La Morsure du crotale (Rattlesnake) de Zak Hilditch : Charlie
- 2022 : The Toxic Avenger de Macon Blair : Guthrie Stockins